# صاركل

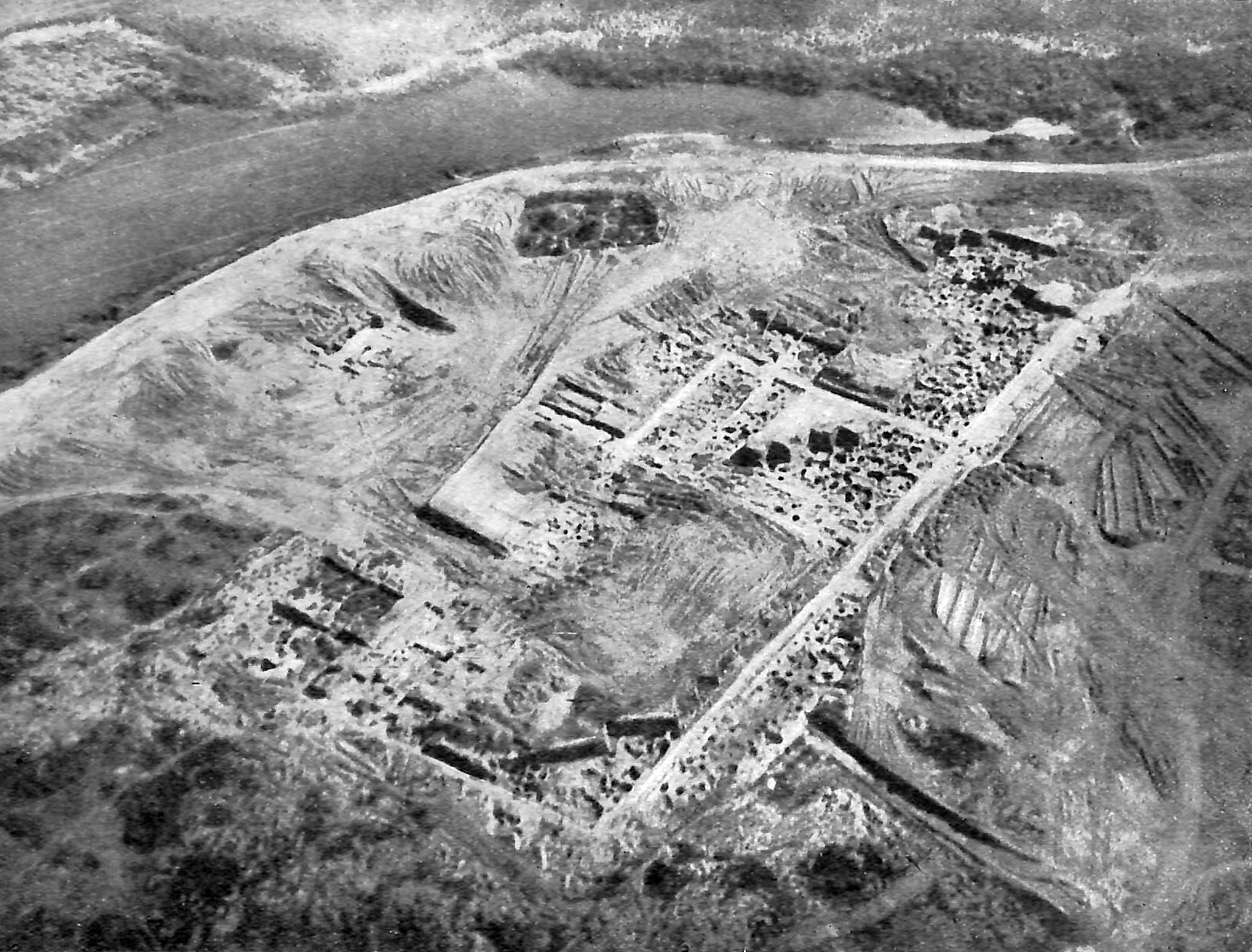
قلعة (حصن) صاركل في لقطة مأخوذة من الجو، وقد نفذت عملية التنقيب من قبل ميخائيل أراتمنوف في الثلاثينيات.

صاركل أو شاركل وتأتي في اللغة الخزرية بمعنى الحصن الأبيض. وقد سميت بذلك لاستخدام الطوب الحجر الجيري الأبيض في بنائها. وهي تقع أسفل نهر الدون وقريبة من المدينة المسماة روستوف أوبلاست في هذه الأيام. وقد أنشئت كمخفر حدودي (حصن) وبمعاونة البيزنطيين. وقد اكتشف الحصن عن طريق التنقيب، وقد كان هذا الحصن في مدينة تم تحديد طولها ب400 متر²، وهي رباعية الشكل.

## التأسيس
وفقًا لجوناثان شيبرد فإن سبب إنشاء هذا المخفر الحدودي أو ذلك الحصن هو وضع المجريين والبيتشنغ تحت السيطرة والمراقبة، وكذلك حماية الشمال الغربي. وفي عام 833 أراد الخزر المساعدة من المهندسين البزنطين أثناء إنشاء الحصن، وقد قبلت القسطنطينية دعوتهم، بعدما أرسلوا رسولا إلى حاكم البيزنطين وقتهاثيوفيلوس. وقد أُرسل إليهم مهندس يسمى بترونوس. وقد عمل الأتراك واليونانيين معًا في إنشاء هذا الحصن. إلا أن الأعمال التي على الطوب، والالات الزراعية وآلات الحروب المستخدمة في آسيا الوسطى ومحيطها تظهر أن الدور التركي كان أقوى. والمظهر العام لهذا الشكل يبدوا رباعيًا، ويوجد فيها أربعة أبراج، وبابان، ومأوي واحد. وقد انتهى بناء هذا الحصن الحدودي بين أعوام 835 و 838.

## روابط خارجية
حصن صاركل باللغة الإنجليزية